# Artur Popławski (szachista)

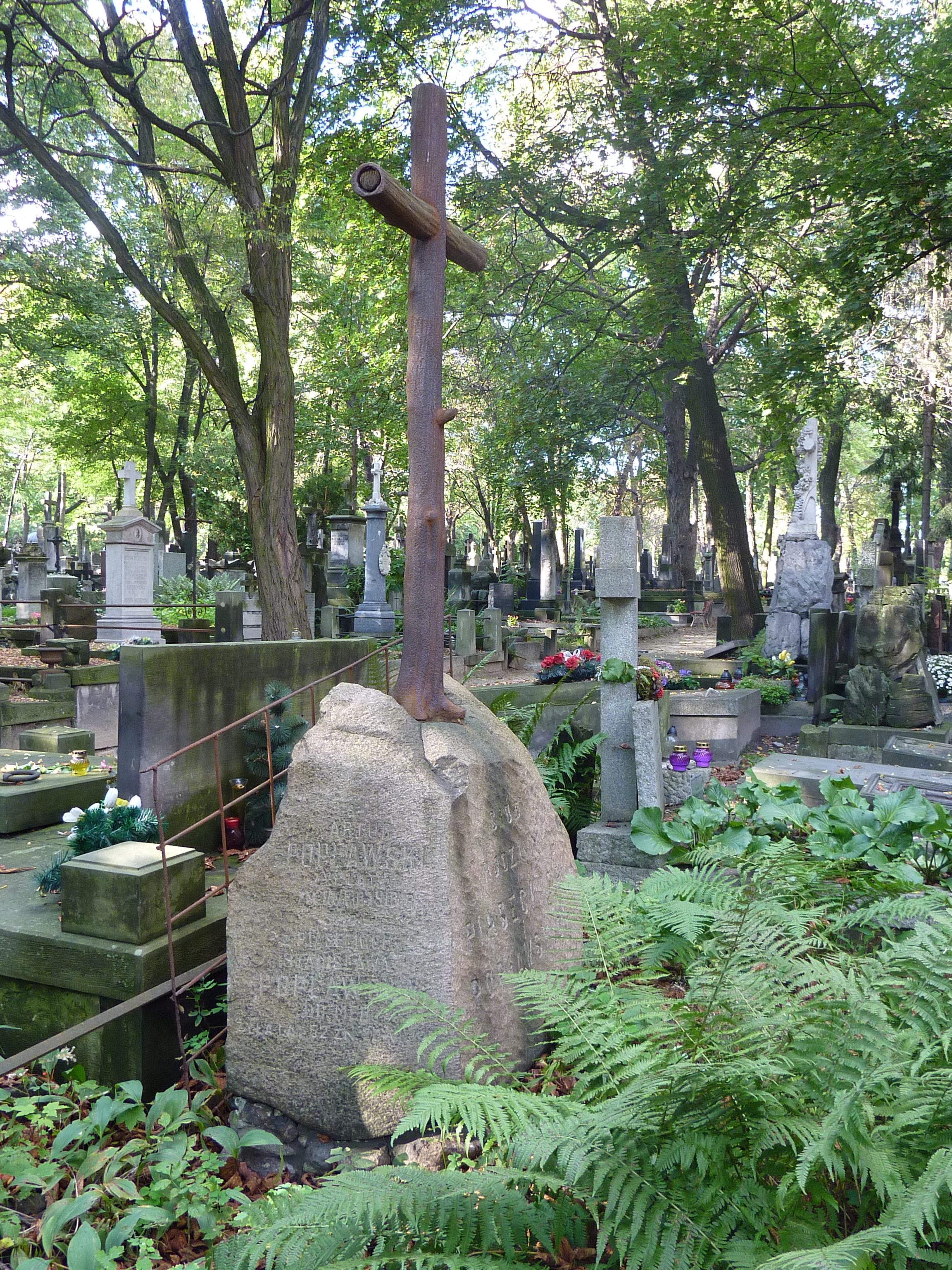
Grób Artura Popławskiego na cmentarzu Powązkowskim

Artur Władysław Kamil Popławski (ur. 1860 w Warszawie, zm. 10 sierpnia 1918 tamże) – szachista polski, inżynier. Dawid Przepiórka zaliczał go, obok Aleksandra Flamberga i Zbigniewa Kamińskiego, do najsilniejszych szachistów Warszawy końca XIX wieku.

## Życiorys
Popławski ukończył II Gimnazjum w Warszawie i w 1879 rozpoczął studia na wydziale matematycznym Cesarskiego Uniwersytetu Warszawskiego. Dobre wyniki w nauce pozwoliły mu na uzyskanie stypendium im. Kopernika; uczelnię warszawską porzucił w 1884, by przenieść się na politechnikę w Zurychu. Tam uzyskał dyplom inżynierski z wyróżnieniem.
W okresie warszawskich studiów należał już do znanych szachistów w Warszawie, obok swojego wydziałowego kolegi Józefa Żabińskiego. We wrześniu 1879, na zaproszenie Szymona Winawera i Jana Kleczyńskiego (starszego z dwóch szachistów o tym nazwisku), był w składzie reprezentacji Warszawy na korespondencyjny mecz z Moskwą. Partnerami Popławskiego w tym meczu, wygranym przez warszawiaków 1,5:0,5, byli poza Kleczyńskim i Szymonem Winawerem Józef Żabiński, Dawid Winawer, Michał Landau i Szymon Methal.
Krótko przed wyjazdem do Szwajcarii Popławski wziął udział w II mistrzostwach Warszawy na przełomie 1883 i 1884. W gronie 12 graczy uplasował się na II miejscu, przegrywając jedynie o pół punktu z Żabińskim. Szachów nie porzucił także w Szwajcarii, zdobywając w 1889 i 1890 mistrzostwo tego kraju, dzielone z Maxem Pestalozzim. Popławski był wyróżniany nagrodami za najpiękniejsze partie, ogłosił też kilka artykułów z zakresu problemistyki szachowej. 
Do Warszawy powrócił na początku lat 90. XIX wieku. Pracował jako inżynier budownictwa kolejowego na Kolei Warszawsko-Wiedeńskiej. Zajmował się także pracą naukową, opublikował rozprawę poświęconą statystyce wykreślnej, a pod koniec życia otrzymał propozycję objęcia katedry statystyki na Politechnice Warszawskiej, z której jednak nie mógł skorzystać ze względu na stan zdrowia. W życiu szachowym Warszawy także brał udział, ale stopniowo ograniczając aktywność zawodniczą na rzecz działalności w Warszawskim Towarzystwie Zwolenników Gry Szachowej, dla którego organizował turnieje i mecze. Był też kilkakrotnie jurorem konkursów szachowych "Tygodnika Ilustrowanego" i "Kuriera Warszawskiego".
Sporadycznie toczył partie w warszawskich kawiarniach; zanotował kilka cennych wyników, w 1892 pokonał mistrza Galicji Ignacego Popiela, rok później szachistę berlińskiego Moritza Lewitta. Wygrywał też mecze z lokalnymi rywalami - Janem Kleczyńskim (starszym, 1891), Szymonem Methalem (1895), Aleksandrem Flambergiem (1900), czy pojedyncze partie z Janem Sobieszczańskim, Salomonem Langlebenem, Janem Kopczyńskim, Kazimierzem Piotrem Miłkowskim. Jak wspominał Zygmunt Szulce, szczególnie chętnie grywał z Flambergiem, tocząc z nim kilkudniowe maratony szachowe przenoszone z kawiarni "Udziałowa" do domu Popławskiego.
Zmarły u schyłku I wojny światowej Popławski pochowany został na cmentarzu Powązkowskim w Warszawie (kwatera 28 wprost-5-31).